# François de Pontbriand
François de Pontbriand, seigneur de la Villatte, est un fidèle des rois de France, originaire de Bretagne. Il était chambellan de Louis XI, Charles VIII, Louis XII et François Ier.

## Naissance
François de Pontbriand naquit en Bretagne, au château de Pontbriand près de Saint-Malo vers 1445.

## Carrière auprès des rois de France
Si la Bretagne n'était pas encore, à cette époque-là, un territoire du royaume de France, il entra pourtant au service du roi Louis XI. Distingué par lui, il devint son conseiller et chambellan, en dépit de sa jeunesse, dès avant 1482. 
Il fut nommé par lui, en 1481, capitaine de Melle, et après la mort de Louis XI en 1483, capitaine de Loches par la régente Anne de France. Il occupait encore ce dernier poste en 1505 sous Louis XII.
À la suite de la Guerre folle, il fut envoyé en septembre 1485 à Tours, par la régente, avec Rigaud d'Aureille ainsi que Louis de Maraffin, auprès des princes insurgés, qui le retinrent quelque temps prisonnier. Après la victoire de l'armée royale, il fut chargé, pendant l'été de 1487, de la garde de Georges d'Amboise, de Philippe de Commynes et de l'évêque de Périgueux.

## Mariage et famille
Après que Louis XI l'avait nommé maire de Limoges, il épousa Mathieue Formier, une riche héritière, vers 1475. Par cette union, François de Pontbriand devint seigneur de la Villatte, aux confins de l'Angoumois et du Limousin.
Toutefois, la succession des fiefs limousins entraîna un procès auprès du Parlement de Paris. François de Pontbriand et sa femme demandèrent la criée et l'adjudication des terres et seigneuries de Montrocher et de Nieul contre Jean Rathon, fils de feu Jean Rathon, seigneur de Montrocher (à Montrol-Sénard ?), et de Louise de Rouffignac. Le 11 juin 1482, par sa lettre, Louis XI ordonna au parlement une « bonne et briefve expedition de justice». Aussi, le 3 avril 1483, le Parlement de Paris condamna-t-il ce Jean Rathon « es despens faiz a cause de l'opposition par lui faicte ausdictes criee et adjudication de decret, telz que de raison, la tauxation d'iceulx reservee par devers elle ». Puis, l'arrêt du procès fut rendu « nonobstant certaine opposition faicte par l'abbé  de Saint Martial de Limoges, touchant certaine justice dont mention est faicte au proces desdictes criees. ».
Sa fille Antoinette de Pontbriand épouse Marin de Montchenu en 1509 : ils sont les grands-parents d'Antoinette de Pons, par leur deuxième fille Marie-Cléophas de Montchenu, deuxième épouse  d'Antoine de Pons.
Il décéda le 11 septembre 1521, et fut enterré dans la basilique Notre-Dame de Cléry-Saint-André, près du tombeau de Louis XI. En effet, Gilles de Pontbriand, son frère, était doyen du Chapitre de cette église.   